# Marcq (rivière)
Pour les articles homonymes, voir Marcq.
La Marcq est une rivière de Belgique, et un affluent de la Dendre, donc un sous-affluent de l'Escaut.

## Géographie
La Marcq prend sa source dans un bois à la limite des communes de Silly et d'Enghien. Elle traverse ensuite les communes flamandes de Hérinnes-lez-Enghien, Gammerages, Grammont, revient en Région wallonne sur la commune de Lessines où elle se jette dans la Dendre au niveau du village de Deux-Acren.
Le village de Marcq tire son nom de la rivière.